# Relazioni bilaterali tra Giappone e Taiwan

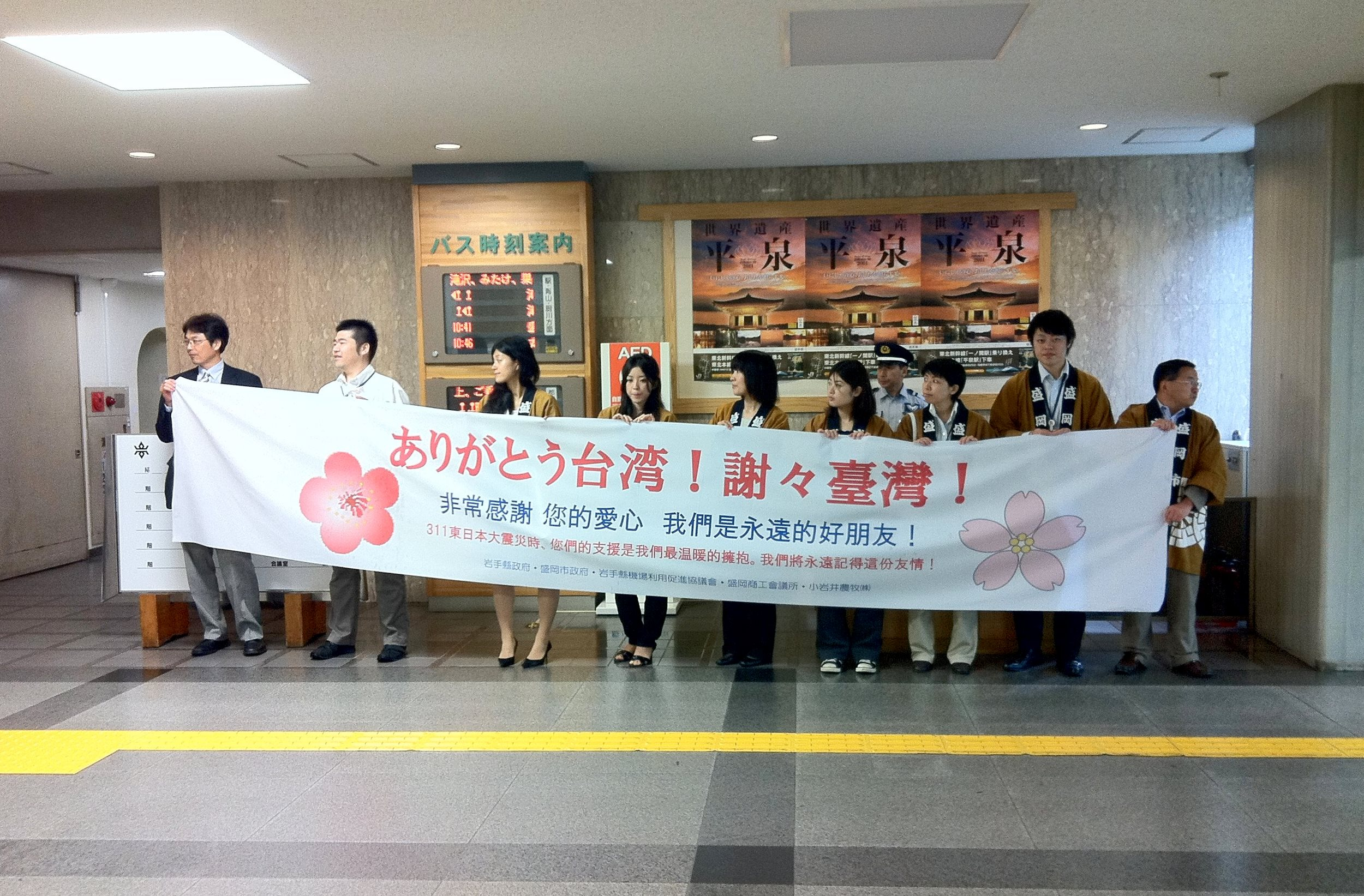
I membri del governo della prefettura di Iwate ringraziano Taiwan dopo i terremoti del 2011

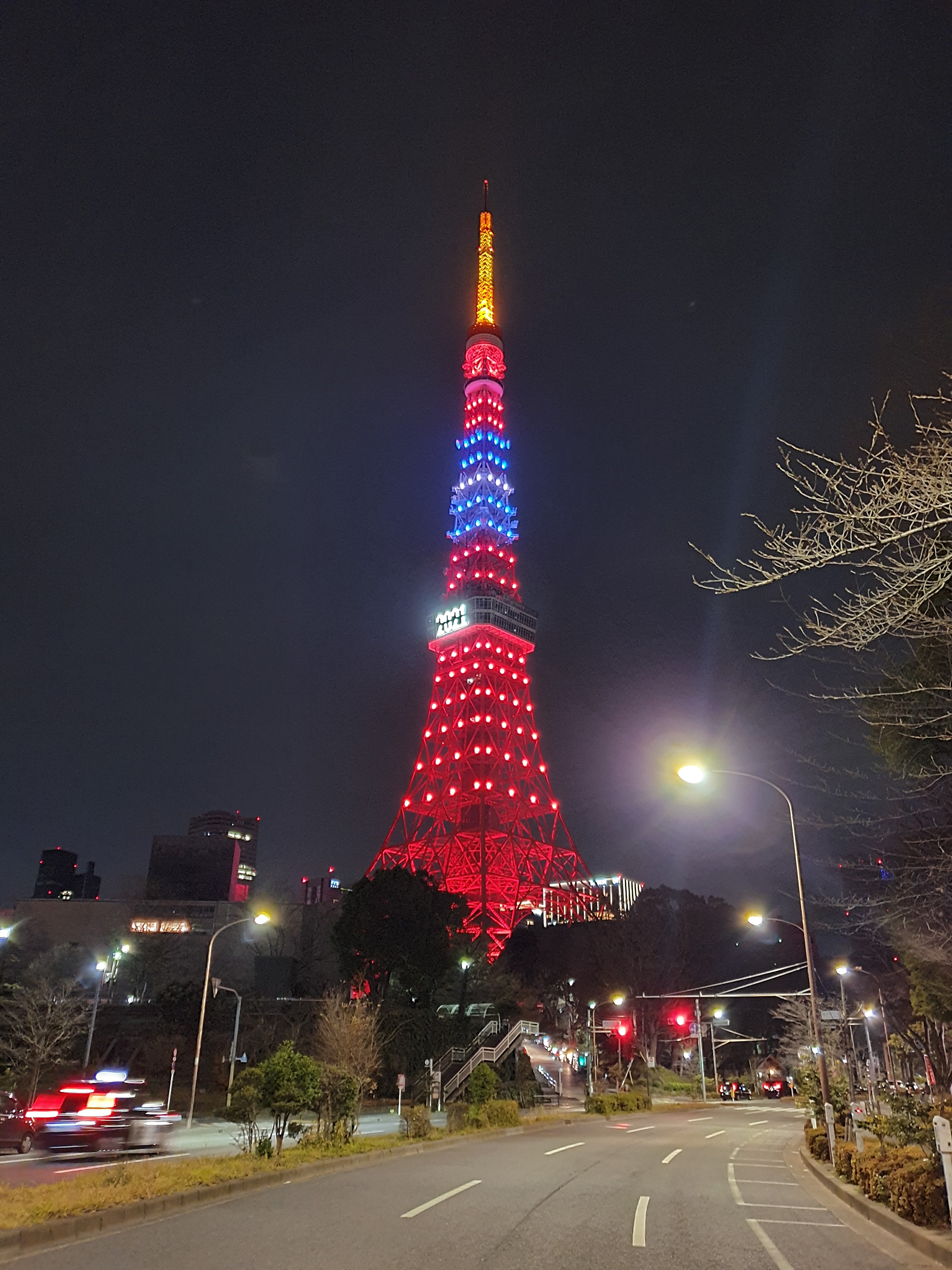
La Tokyo Tower illuminata con i colori nazionali di Taiwan, per celebrare l'amicizia tra Giappone e Taiwan

Le relazioni bilaterali tra Giappone e Taiwan fanno riferimento ai rapporti diplomatici ed economici tra lo Stato del Giappone e la Repubblica di Cina (RDC). Dopo il comunicato congiunto Giappone-RPC del 1972, il Giappone non riconosce più la Repubblica di Cina come unico governo ufficiale della Cina. Tuttavia, il Giappone ha mantenuto relazioni non governative a livello lavorativo con Taiwan.

## Storia

### Primi contatti
Nel 1600, vi era un considerevole commercio tra il Giappone e Taiwan. Gli olandesi colonizzarono Taiwan come base per il commercio con il Giappone nel 1624.

### Regno di Tungning e Taiwan sotto il dominio Qing
Durante il periodo del Regno di Tungning (1662–83), il Giappone era solito acquistare pelle di daino, zucchero e seta da Taiwan, in cambio di metalli preziosi, porcellana, armature e tessuti di cotone. Il denaro giapponese poteva essere utilizzato a Taiwan durante quel periodo e ai mercanti giapponesi era permesso vivere a Keelung.
Nel 1874, le truppe giapponesi invasero la parte meridionale Taiwan per attaccare le tribù aborigene, come vendetta per l'uccisione di 54 marinai ryukyuani nel 1871.

### Taiwan sotto il dominio giapponese
La vittoria del Giappone contro la dinastia Qing nella prima guerra sino-giapponese portò al Trattato di Shimonoseki del 1895, secondo cui Taiwan doveva essere ceduta al Giappone. Taiwan venne poi governata dall'Impero giapponese fino al 1945. L'esercito imperiale giapponese sconfisse i ribelli aborigeni nativi nell'incidente di Tapani del 1915 e nell'incidente di Musha del 1930.
All'epoca, Taiwan fu la prima colonia del Giappone, la quale rappresentò un primo passo nell'attuazione della loro "dottrina dell'espansione a Sud", alla fine del XIX secolo. L'intento del Giappone era di trasformare l'isola in una "colonia modello": venne notevolmente migliorata l'economia dell'isola, tramite investimenti nelle opere pubbliche e nell'industria, e fu imposta la giapponesizzazione culturale per sostenere le necessità dell'aggressione militare giapponese nell'Asia Pacifica.
Dopo la resa del Giappone alla fine della seconda guerra mondiale, Taiwan fu posta sotto il governo della Repubblica di Cina.

### Repubblica di Cina a Taiwan

#### Istituzione, primi anni '50

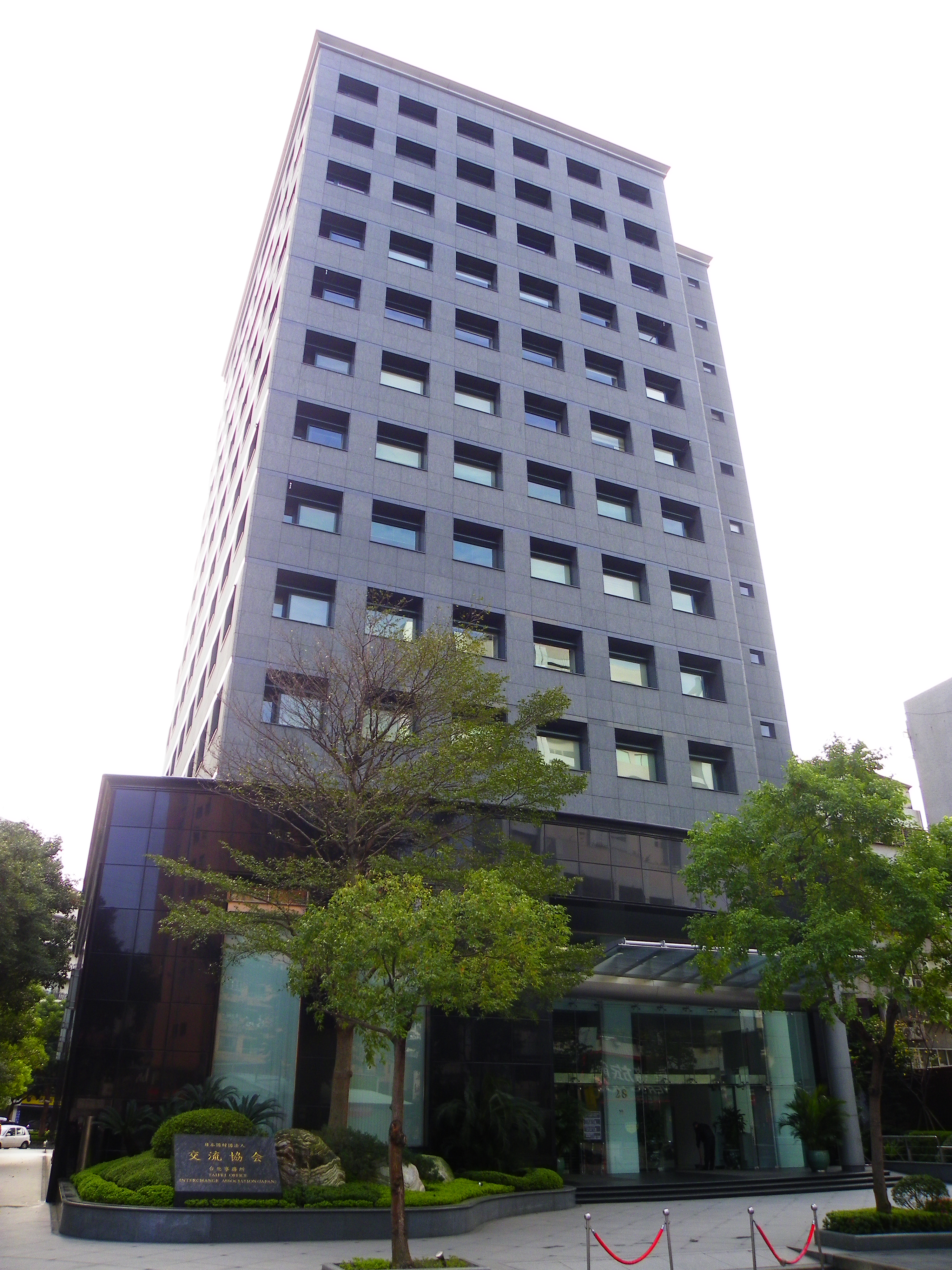
Associazione di scambio Giappone–Taiwan a Taipei

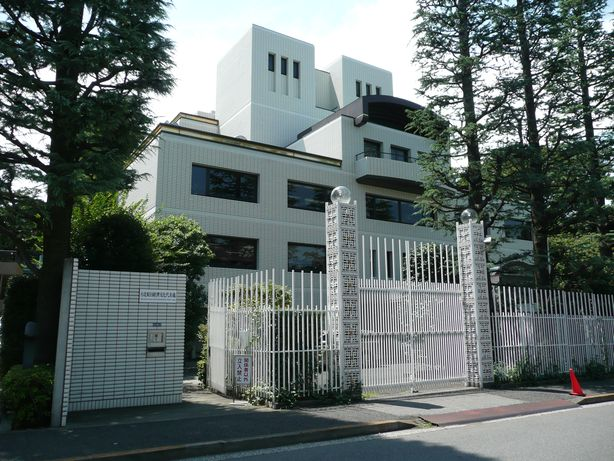
Associazione delle relazioni Taiwan-Giappone a Tokyo

Dopo la guerra tra Cina e Giappone, durante l'occupazione del Giappone, il primo ministro Shigeru Yoshida (ufficialmente l'ultimo primo ministro sotto il decreto reale dell'imperatore giapponese), intendeva avvicinarsi economicamente e diplomaticamente alla neonata Repubblica Popolare Cinese. Tuttavia, gli Stati Uniti rettificarono questa iniziativa, minacciando di boicottare il Trattato di San Francisco, oltre alla successiva formazione del Trattato di Taipei, nel caso in cui il Giappone accettato relazioni diplomatiche con la RDC, guidata dal Kuomintang. Nel caso in cui il Giappone avesse rifiutato, la sovranità del paese non sarebbe stata ripristinata, mantenendo di fatto la guerra con gli Stati Uniti e la conseguente occupazione militare statunitense.
Tenendo conto di tutto, nel bel mezzo della creazione da parte degli Stati Uniti della loro politica di contenimento in Asia, il primo ministro Yoshida cambiò la sua posizione, come riportato nella sua lettera, nel negoziare invece un trattato di pace con Taipei. Anche a seguito della ratifica del Trattato di San Francisco da parte del Congresso e del Senato degli Stati Uniti, Yoshida pose ufficialmente fine allo status del Giappone come potenza imperiale, rinunciando ufficialmente all'isola di Taiwan e alle Pescadores. Queste azioni sono state redatte nell'articolo 9 della nuova Costituzione giapponese, che smantellò la capacità militare del paese di dichiarare guerra a un altro paese con l'eccezione dell'autodifesa, e successivamente nel Trattato di sicurezza tra gli Stati Uniti e il Giappone, il quale fu anche approvato e promulgato dai membri maggioritari della Dieta giapponese con successivi trattati di sicurezza nel dopoguerra.
Con lo scoppio della guerra di Corea, vennero stabilite relazioni diplomatiche tra i governi di Giappone e RDC, in seguito alla fine dell'occupazione statunitense in Giappone, nel 1952. Il Giappone guidò la logistica e la produzione manifatturiera dell'artiglieria per sostenere gli Stati Uniti nella guerra di Corea, che funse da principale stimolo per il rilancio della sua economia, specialmente nell'industria pesante e leggera, presto evidente nel miracolo economico giapponese. Il 28 aprile 1952, fu stipulato un trattato di pace formale tra il Giappone e l'attuale Taiwan, poiché il primo si astenne dal riconoscere la Repubblica Popolare Cinese a quel tempo. Nell'articolo 10 del Trattato di Taipei (Trattato di pace sino-giapponese) venne stabilito: 
A livello bilaterale, il Giappone aveva e ha tuttora, da parte dei membri della Japan Business Federation, forti legami commerciali con Taipei. Il Giappone svolse un ruolo chiave da un punto di vista finanziario, fornendo prestiti governativi al governo della RDC, per favorire il fiorente sviluppo economico del paese su vari livelli.
Nel 1958, venne fondata l'Associazione economica e culturale sino-ryukyuana a Naha, Okinawa, che rappresentava il quartier generale strategico delle forze armate statunitensi nella regione. Nel 1972, Okinawa fu restituita al Giappone dagli Stati Uniti, ma l'associazione rimase come istituzione per favorire le relazioni, il dialogo e lo scambio accademico tra Giappone, Okinawa e Taiwan.

#### Comunicato congiunto, 1972
Per quanto riguarda la politica di una sola Cina, il Giappone fu per molto tempo un serio alleato di Taiwan, tuttavia, la politica globale spinse il Giappone a ribaltare la sua posizione. Dopo un tentativo fallito di recuperare in modo bellicoso la Cina continentale, il governo di Taipei fu espulso dall'ONU in un voto dell'Assemblea generale, da parte della maggioranza degli Stati membri dell'ONU, tramite la risoluzione 2758 dell'Assemblea generale delle Nazioni Unite. Il Giappone votò contro la minacciosa risoluzione 2758 dell'UNGA. Tuttavia, subito dopo la visita nella Repubblica Popolare Cinese da parte del presidente degli Stati Uniti Richard Nixon, nel 1972, e con la pubblicazione del "Comunicato di Shanghai", il governo di maggioranza del Partito Liberal Democratico giapponese, guidato da Kakuei Tanaka, decise di stabilire relazioni diplomatiche formali con la RPC. Prima di allora, il Giappone intratteneva già solide relazioni commerciali non governative con la RPC, senza tuttavia riconoscimento diplomatico formale. Secondo il New York Times, circa un mese prima che il primo ministro giapponese Tanaka si recasse a Pechino, i rappresentanti delle imprese giapponesi avevano informato i soci in affari e i dipendenti taiwanesi a Taipei del mantenimento delle relazioni economiche tra il Giappone e Taiwan anche dopo che lo Stato del Giappone avrebbe riconosciuto diplomaticamente il governo della RPC.
Come precondizione per costruire legami con la RPC, il Giappone abrogò il Trattato di Taipei. Secondo il "Comunicato congiunto Giappone-Cina del 1972", il governo giapponese comprese pienamente e rispettò la posizione del governo della RPC, secondo cui Taiwan fosse un territorio inalienabile della RPC, e mantenne fermamente la sua posizione sotto Articolo 8 della Dichiarazione di Potsdam, che affermava "I termini della Dichiarazione del Cairo saranno rispettati e la sovranità giapponese sarà limitata alle isole di Honshū, Hokkaidō, Kyūshū, Shikoku e alle isole minori che determineremo".
Dichiarazioni e principi stabiliti nel Comunicato congiunto del 1972 furono scritti nel Trattato di pace e amicizia tra il Giappone e la Repubblica Popolare Cinese nel 1978. Il Giappone e la RPC hanno successivamente deciso di continuare a rispettare il trattato, quando l'ex primo ministro giapponese Shinzo Abe ha visitato Pechino, l'8 ottobre 2006.

#### Dichiarazione congiunta Giappone-Cina, 1998
Nel 1998, il Giappone e la RPC hanno firmato la Dichiarazione congiunta Giappone-Cina sulla costruzione di un partenariato di amicizia e cooperazione per la pace e lo sviluppo, in cui si affermava che il Giappone doveva continuare a schierarsi con la RPC sulla politica di una sola Cina, che "continua a mantenere la sua posizione sulla questione di Taiwan come stabilito nel comunicato congiunto del governo del Giappone e del governo della Repubblica Popolare Cinese e ribadisce la sua comprensione che esiste una sola Cina". Il Giappone ha ribadito che avrebbe mantenuto i suoi scambi con Taiwan, comunque in forma privata e regionale.

#### Iniziative recenti, 2005-presente

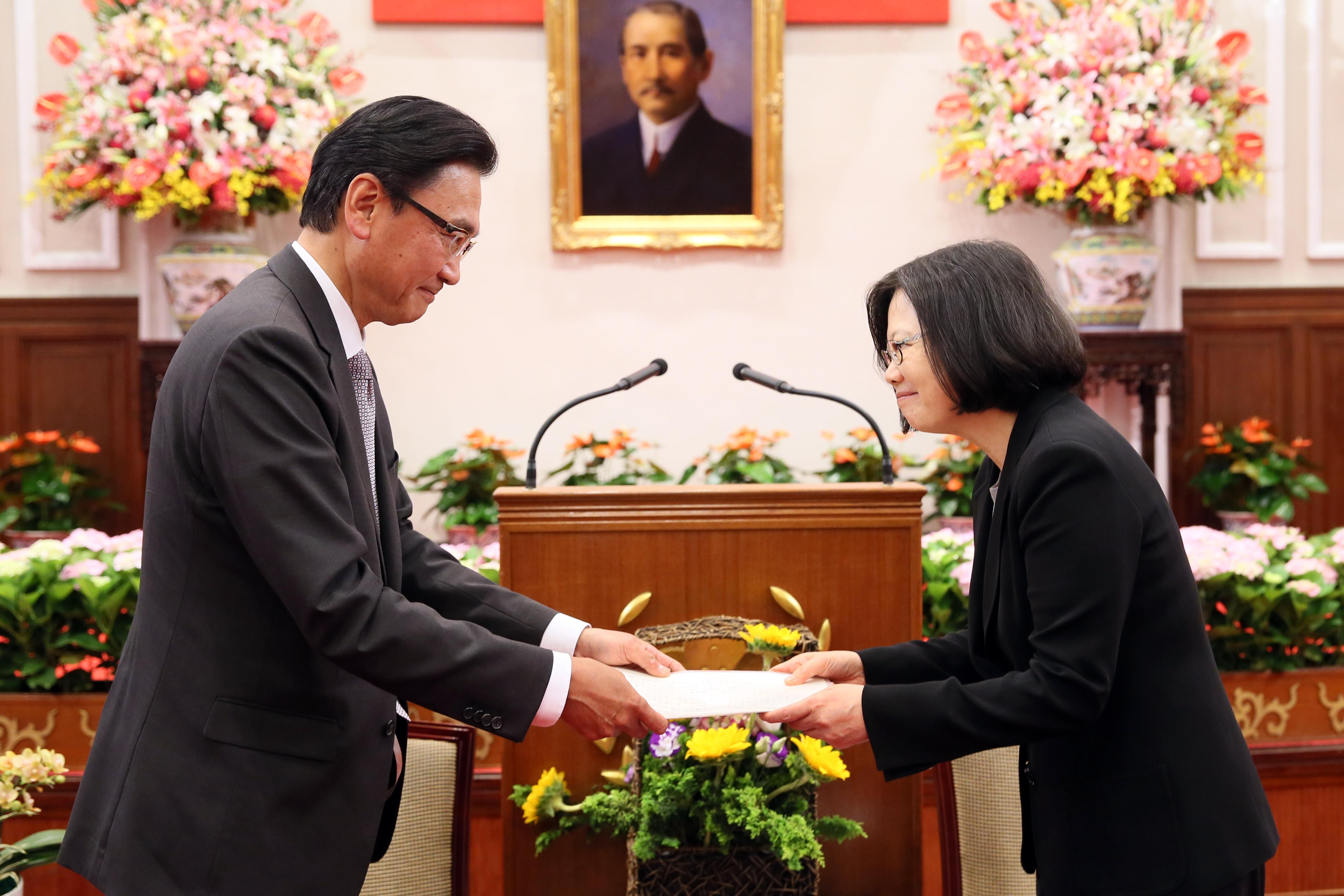
Il membro della Camera dei Rappresentanti del Giappone Keiji Furuya e il presidente Tsai Ing-wen a Taiwan il 20 maggio 2016.

Il Giappone concede ai titolari di passaporto taiwanese l'esenzione dal visto per 90 giorni. Questa legge è entrata in vigore il 20 settembre 2005, in linea con una mossa volta ad attrarre più turisti in Giappone. Jiro Akama, viceministro degli affari interni e della comunicazione, è stato il più alto funzionario di gabinetto dal 1972 a visitare Taiwan il 25 marzo per celebrare l'evento turistico e promuovere la rivitalizzazione regionale giapponese, insieme al divieto delle esportazioni agricole giapponesi al pubblico taiwanese.
Nella conferenza stampa del 31 gennaio 2006, il vicesegretario stampa Tomohiko Taniguchi ha annunciato che, in un discorso tenuto un anno prima, Il Ministro degli Affari Esteri Tarō Asō aveva espresso preoccupazione per la pace e la stabilità nello Stretto di Taiwan sulla base del comunicato congiunto Giappone-RPC del 1972. L'annuncio ha ribadito la posizione del governo giapponese "che non prendiamo una politica di due Cine o di una Cina e una Taiwan."
Nel 2020, il Giappone ha ricevuto donazioni di attrezzature e forniture come parte della diplomazia medica di Taiwan in risposta all'epidemia di COVID-19. Più di 2 milioni di mascherine sono state consegnate a metà aprile 2020.

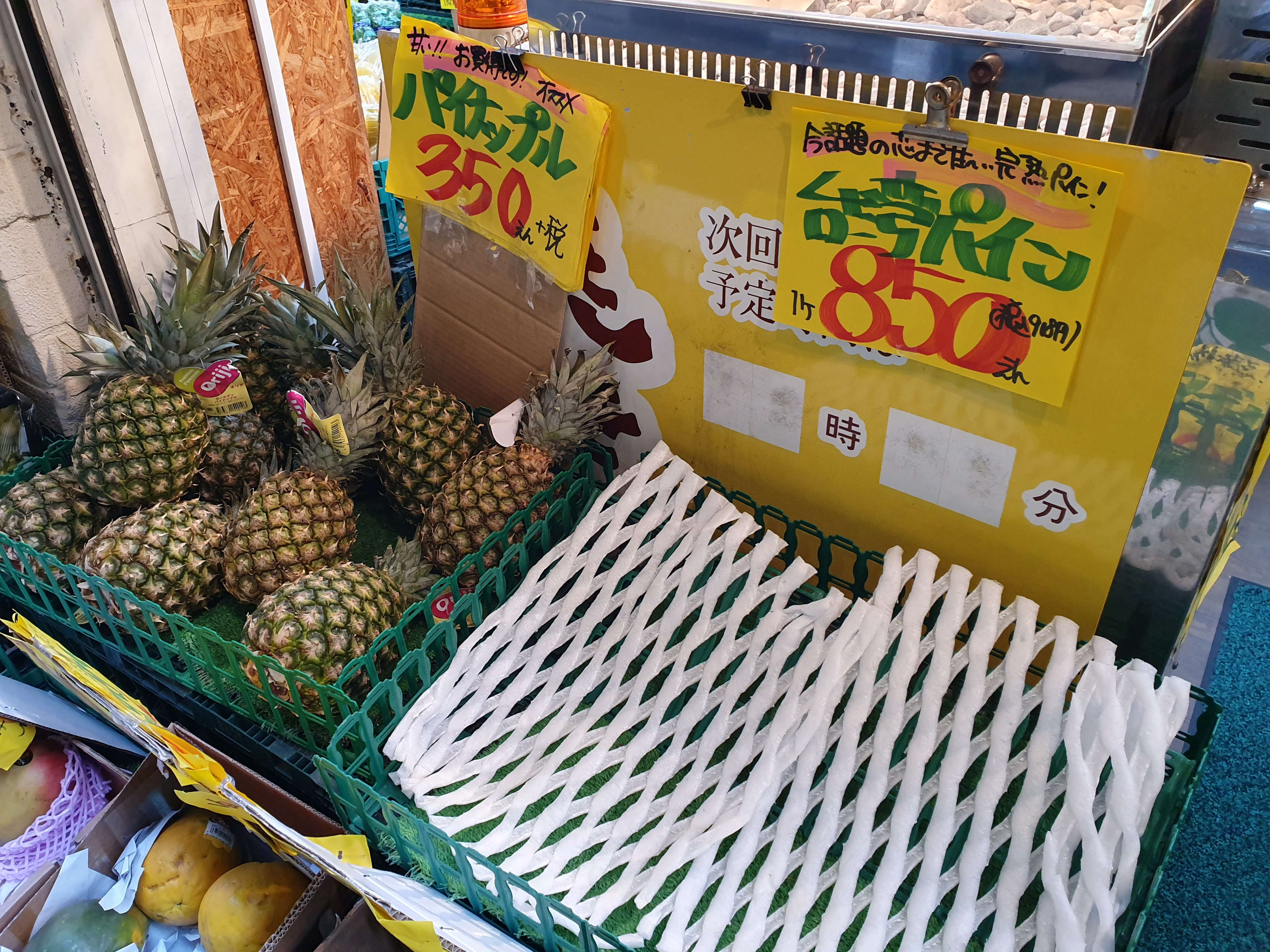
Ananas di Taiwan esaurite a Tokyo nonostante costino il 240% in più di un normale ananas

Quando la RPC ha vietato l'ananas di Taiwan, l'ufficio di rappresentanza giapponese a Taipei ha espresso sostegno al consumo di ananas di Taiwan, e l'ananas di Taiwan è diventato un prodotto caldo in Giappone.
Il Giappone si sta gradualmente avvicinando a Taiwan a causa delle crescenti preoccupazioni per la potenza economica e militare di Pechino. Nel 2021, il libro bianco militare annuale del Giappone ha menzionato esplicitamente Taiwan per la prima volta.
Nel settembre 2021, Taiwan ha donato 10 000 pulsiossimetri e 1 008 concentratori di ossigeno al Giappone. Il primo ministro giapponese Yoshihide Suga ha ringraziato Taiwan per l'attrezzatura medica, pubblicando su Twitter "Grazie Taiwan" scritto in caratteri cinesi tradizionali, e aggiungendo che Giappone e Taiwan hanno coltivato la loro amicizia aiutandosi a vicenda in tempi di disastri naturali e pandemie.
Il 12 luglio 2022, il vicepresidente taiwanese Lai Ching-te ha partecipato ai funerali di Shinzo Abe nel tempio Zōjō-ji. Lai è stato incaricato dal presidente Tsai Ing-wen di fare una visita come "inviato speciale".

## Delimitazione della pesca, 1996-presente
Il Giappone insiste, sulla base della Convenzione delle Nazioni Unite sul diritto del mare, che il Giappone è privilegiato sulla delimitazione della pesca alla punta meridionale delle sue acque territoriali circostanti, mentre Taiwan afferma di partecipare come entità di pesca all'Organizzazione regionale di gestione della pesca sulla base dell'accordo delle Nazioni Unite sugli stock ittici, come l'ammissione della IATTC, che si applica anche alla questione della delimitazione della pesca con il Giappone. Vi sono state sedici conferenze sulla pesca in totale tra le due parti interessate sulla delimitazione della pesca, dal 1996 al 2009, ma la disputa di zona economica esclusiva tra il Giappone e Taiwan non è ancora risolta per quanto riguarda i futuri negoziati bilaterali. Nonostante questa controversia, le due parti hanno raggiunto un accordo di gestione delle risorse di pesca, il 10 aprile 2013.

## Risposta al terremoto del Tōhoku del 2011
Pochi giorni dopo che il Giappone è stato colpito dal terremoto del Tōhoku nel marzo 2011, il governo taiwanese si è impegnato a donare 100 milioni di NTD per aiutare il Giappone. Anche molti media taiwanesi hanno seguito l'esempio e hanno esortato le persone a donare al Giappone. Nel maggio 2012, Taiwan aveva donato circa 6,6 miliardi di NTD dai fondi del governo e tramite donazioni private combinate. Entro marzo 2013, le donazioni avevano raggiunto 260,64 milioni di dollari, che è stato l'importo donato più alto di tutte le nazioni, nonostante abbia solo 23 milioni di abitanti. Quasi il 90% dell'importo proveniva da donazioni private. Tale numero di donazioni sono state il risultato degli aiuti del Giappone a Taiwan, il 21 settembre 1999, quando un potente terremoto ha colpito l'isola; il Giappone aveva inviato una squadra di soccorso di 145 persone e donato 37 milioni di dollari in aiuti. Le donazioni di Taiwan hanno aiutato Fukushima a eseguire diverse ricostruzioni vitali, tra cui la ricostruzione di scuole e ospedali.
Nonostante Taiwan sia stata la nazione che ha donato più soldi al Giappone in risposta al terremoto, il governo non ha ringraziato pubblicamente Taiwan, insieme ad altre nazioni. Il governo giapponese ha collocato annunci in più nazioni per mostrare gratitudine, ma non a Taiwan. Ciò ha spinto i cittadini giapponesi a ringraziare Taiwan individualmente. Il designer giapponese Maiko Kissaka ha iniziato una raccolta fondi, il 19 aprile 2020, nel tentativo di pubblicare annunci su due giornali per mostrare gratitudine al popolo taiwanese per le donazioni. Questo ha dato inizio a una serie di tentativi da parte di altri individui e organizzazioni di ringraziare Taiwan. Un'importante organizzazione chiamata "Arigatou Taiwan" è stata creata con il solo scopo di ringraziare Taiwan e ha pianificato di tenere un evento ogni anno a partire dal 2012, ed è riuscita a includere diversi sopravvissuti al terremoto nel 2015. Nel 2018, i governi locali colpiti dal terremoto hanno iniziato a raccogliere fondi per mostrare gratitudine per l'aiuto di Taiwan nel 2011.
Il governo giapponese non ha tenuto alcuna attività pubblica per ringraziare Taiwan nei primi anni dopo il terremoto, anche se ha scritto una lettera in privato al governo taiwanese per esprimere gratitudine. Tuttavia, a partire dal 2014, il governo ha iniziato a tenere eventi pubblici a Taiwan per esprimere gratitudine, a partire dai governi di sei prefetture in Giappone, le quali hanno collaborato per un evento di quattro giorni a Taipei, volto a ripagare la generosità durante il terremoto del Giappone. Durante il 5º anniversario del terremoto del 2011 a Taiwan, l'ambasciatore giapponese a Taiwan ha descritto il paese come un "vero amico" e ha inoltre dichiarato: "Con la gratitudine per la generosità dei nostri amici a Taiwan, ci impegniamo a fare del nostro meglio per rafforzare il rapporto tra Giappone e Taiwan." Il Giappone ha anche donato 1,2 milioni di dollari a Taiwan a causa di un potente terremoto che ha colpito il sud di Taiwan.
Nel 2019, si è tenuto l'ottavo anniversario del terremoto, in cui l'ambasciatore giapponese a Taiwan ha dichiarato che "c'era già un legame speciale tra Giappone e Taiwan prima del disastro" e che "il terremoto del Giappone nord-orientale ha fatto sì che [il Giappone] lo vedesse più chiaramente." Queste dichiarazioni contraddicono quanto suggerito dai giornali taiwanesi, i quali affermavano che le donazioni di Taiwan hanno rappresentato un punto di svolta tra le relazioni delle due nazioni. Tuttavia, è innegabile che Taiwan e le relazioni del Giappone si siano rafforzate molto a causa degli scambi dopo la catastrofe, sia a livello governativo che privato. Nell'agosto 2019, il Japan Times ha pubblicato l'articolo "Taiwan's democracy is worth defending", che dimostra il miglioramento delle relazioni, in quanto tali articoli controversi a sostegno di Taiwan sono raramente visti su grandi media non taiwanesi.
A causa del miglioramento delle relazioni tra i due paesi, il turismo è fiorito tra le due nazioni. Il turismo giapponese a Taiwan è aumentato del 19,9% nel 2011, con un incremento di quasi il 50% delle entrate di cambio.

## Vaccini anti COVID-19
Nel contesto della pandemia di COVID-19, il Giappone ha inviato gratuitamente 1,24 milioni di dosi di vaccino a Taiwan, il 4 giugno 2021. Ciò ha provocato un'ondata di gratitudine da parte del popolo taiwanese, mentre il Partito Comunista Cinese ha condannato la mossa del Giappone. A questo sono seguite altre 5 spedizioni nel 2021, per un totale di 4,2 milioni di dosi, come espressione di amicizia e buona volontà, secondo il Ministero degli Affari Esteri giapponese.

## Cultura
Il 21 aprile 2010, Taiwan ha istituito il Taipei Cultural Center a Tokyo, in Giappone, il quale è stato successivamente rinominato Taiwan Cultural Center. Il 27 novembre 2017, il Giappone ha istituito il Japanese Cultural Center a Taipei.